# Підгарничний
Підга́рничний (рос. Подгарничный) — селище у складі Сєровського міського округу Свердловської області.
Населення — 11 осіб (2010, 14 у 2002).
Національний склад населення станом на 2002 рік: росіяни — 100 %.